# Alopias pelagicus
O tubarão-raposa-pelágico (Alopias pelagicus) é uma espécie de tubarão oceânico, do gênero Alopias da família Alopiidae. É encontrado em águas pelágicas tropicais no Oceano Índico e Oceano Pacífico. É a menor espécie de seu gênero chegando a medir cerca de 3 metros.

## Aparência
O tubarão-raposa-pelágico é semelhante aos outros tubarões-raposa. Tem um focinho curto, olhos grandes, barbatanas e cauda longas. A única diferença entre eles é que essa espécie habita zonas pelágicas (oceânico), é pequena comparada aos outros (nem tão pequena assim mas é a menor de seu gênero, chega a medir 3 metros e 70 kg. O máximo de tamanho que um espécime macho consegue chegar é de 3.5 metros e uma fêmea 3.8 metros), e sua área dorsal tem uma coloração azulada mais "viva" do que as das outras espécies de tubarão-raposa. A longevidade máxima já registrada que uma dessas espécimes conseguiu sobreviver na natureza foi de 29 anos.

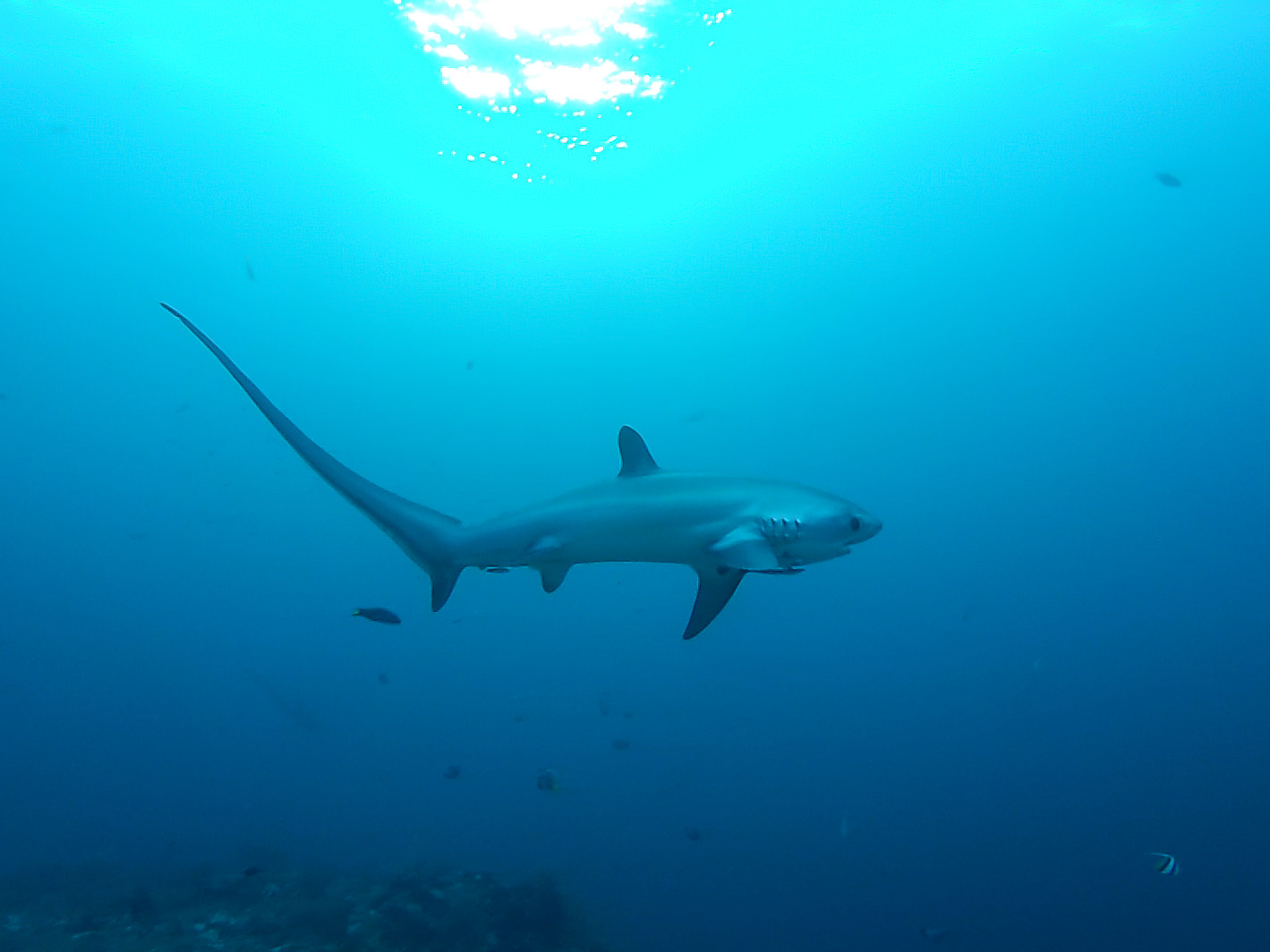
Tubarão-raposa-pelágico nadando solitariamente no meio do oceano.

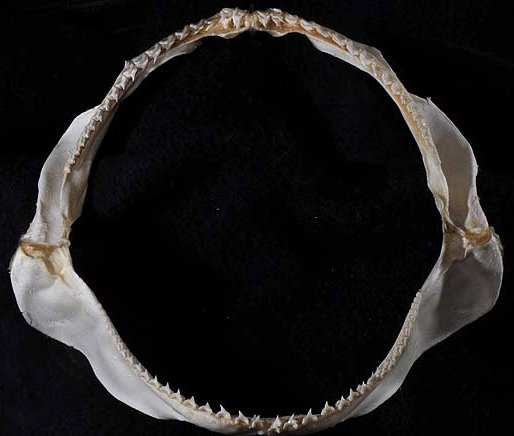
Arcada dentária de um tubarão-raposa-pelágico.

## Distribuição e hábitat
O tubarão-raposa-pelágico é encontrado em mares abertos, zonas oceânicas, de temperaturas elevadas, climas tropicais. Vivem em profundidades de normalmente 150 metros, mas podem viver até em 300 metros de profundidade, do leste e oeste Oceano Pacífico e em todo o Oceano Índico.

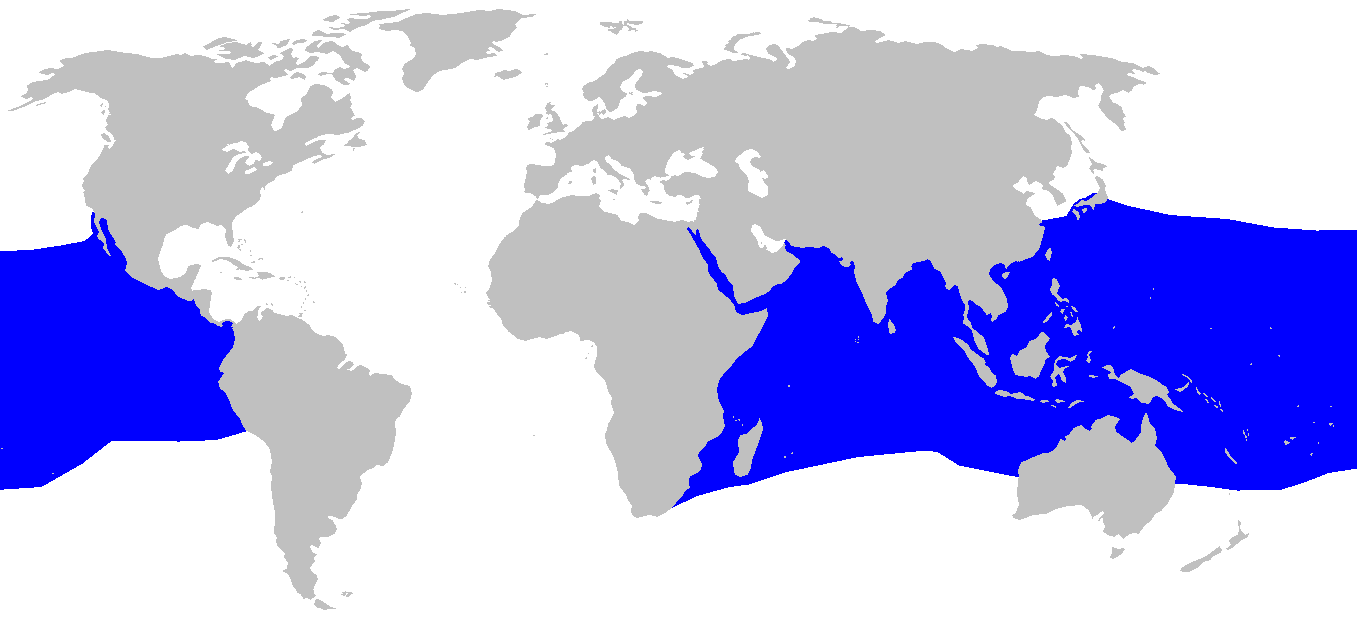
Distribuição geográfica do tubarão-raposa-pelágico.

## Reprodução
O tubarão-raposa-pelágico é víviparo, tendo pelo menos 2 filhotes em um ninho. Quando nascem os filhotes podem ter um comprimento médio de 100 cm (1 metro).

## Estado de conservação
Os tubarões-raposa-pelágico e seus outros parentes da família Alopiidae foram todos considerados como espécies em perigo pela União Internacional para a Conservação da Natureza (IUCN) desde 2007 e desde 2004 como espécies vulneráveis de extinção.